# Ms. Olympia

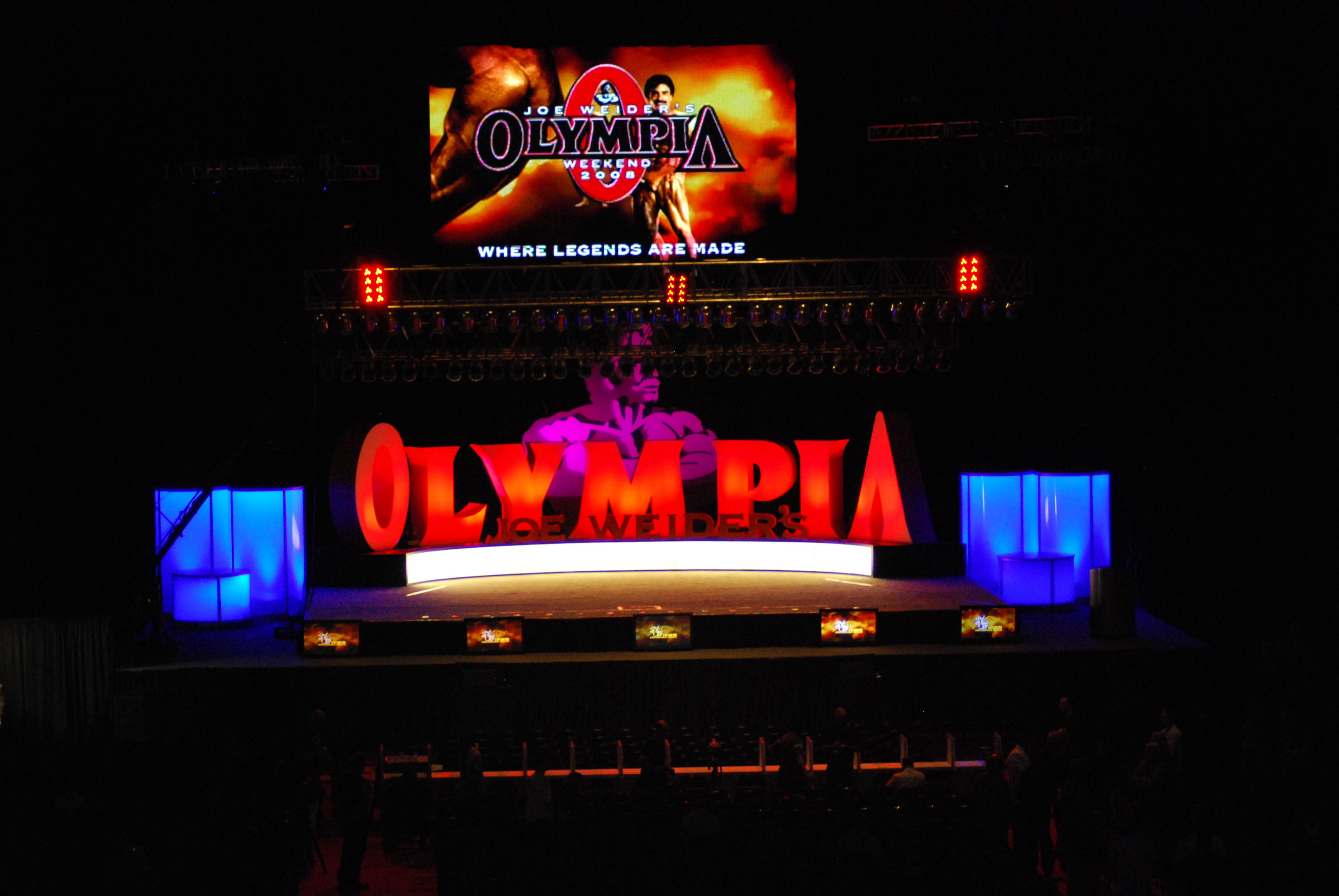

La IFBB WOS Ms. Olympia es el ranking más alto del culturismo profesional femenino competencia y el título del ganador de la competencia. Realizado por primera vez en 1980, se lleva a cabo como parte del fin de semana de fitness y rendimiento Olympia de Joe Weider de 2000 a 2014, y se relanzó en 2020.

## Ganadoras
| Año  | Ganadora completa               | Peso ligero                                 | Peso Pesado                            | Lugar |
| ---- | ------------------------------- | ------------------------------------------- | -------------------------------------- | --- |
| 1980 | Rachel McLish                   |                                             |                                        | Filadelfia, Pensilvania, Estados Unidos                                                                                                |
| 1981 | Ritva Elomaa                    |                                             |                                        | Filadelfia, Pensilvania, Estados Unidos                                                                                                |
| 1982 | Rachel McLish                   | Atlantic City, Nueva Jersey, Estados Unidos |                                        | |
| 1983 | Carla Dunlap-Kaan               | Warminster, Pensilvania, Estados Unidos     |                                        | |
| 1984 | Corinna Everson                 | Montréal, Québec, Canadá                    |                                        | |
| 1985 | Corinna Everson                 | Nueva York, Nueva York, Estados Unidos      |                                        | |
| 1986 | Corinna Everson                 | Nueva York, Nueva York, Estados Unidos      |                                        | |
| 1987 | Corinna Everson                 | Nueva York, Nueva York, Estados Unidos      |                                        | |
| 1988 | Corinna Everson                 | Nueva York, Nueva York, Estados Unidos      |                                        | |
| 1989 | Corinna Everson                 | Nueva York, Nueva York, Estados Unidos      |                                        | |
| 1990 | Lenda Murray                    | Nueva York, Nueva York, Estados Unidos      |                                        | |
| 1991 | Lenda Murray                    | Los Ángeles, California, Estados Unidos     |                                        | |
| 1992 | Lenda Murray                    | Chicago, Illinois, Estados Unidos           |                                        | |
| 1993 | Lenda Murray                    | Nueva York, Nueva York, Estados Unidos      |                                        | |
| 1994 | Lenda Murray                    | Atlanta, Georgia, Estados Unidos            |                                        | |
| 1995 | Lenda Murray                    | Atlanta, Georgia, Estados Unidos            |                                        | |
| 1996 | Kim Chizevsky-Nicholls          | Chicago, Illinois, Estados Unidos           |                                        | |
| 1997 | Kim Chizevsky-Nicholls          | Nueva York, Nueva York, Estados Unidos      |                                        | |
| 1998 | Kim Chizevsky-Nicholls          | Praga, República Checa                      |                                        | |
| 1999 | Kim Chizevsky-Nicholls          | Secaucus, Nueva Jersey, Estados Unidos      |                                        | |
| 2000 | Categoría general no celebrada. | Andrulla Blanchette                         | Valentina Chepiga                      | Mandalay Bay Arena, Paradise, Nevada, Estados Unidos                                                                                   |
| 2001 | Juliette Bergmann               | Juliette Bergmann                           | Iris Kyle                              | Mandalay Bay Arena, Paradise, Nevada, Estados Unidos                                                                                   |
| 2002 | Lenda Murray                    | Juliette Bergmann                           | Lenda Murray                           | Mandalay Bay Arena, Paradise, Nevada, Estados Unidos                                                                                   |
| 2003 | Lenda Murray                    | Juliette Bergmann                           | Lenda Murray                           | Mandalay Bay Arena, Paradise, Nevada, Estados Unidos                                                                                   |
| 2004 | Iris Kyle                       | Dayana Cadeau                               | Iris Kyle                              | Mandalay Bay Arena, Paradise, Nevada, Estados Unidos                                                                                   |
| 2005 | Yaxeni Oriquen-García           | Se abolió la categoría de peso pesado.      | Se abolió la categoría de peso ligero. | Centro de convenciones de Las Vegas, Winchester, Nevada, Estados Unidos El hotel y casino de Orleans, Paradise, Nevada, Estados Unidos |
| 2006 | Iris Kyle                       | Se abolió la categoría de peso pesado.      | Se abolió la categoría de peso ligero. | Centro de convenciones de Las Vegas, Winchester, Nevada, Estados Unidos El hotel y casino de Orleans, Paradise, Nevada, Estados Unidos |
| 2007 | Iris Kyle                       | Se abolió la categoría de peso pesado.      | Se abolió la categoría de peso ligero. | Centro de convenciones de Las Vegas, Winchester, Nevada, Estados Unidos El hotel y casino de Orleans, Paradise, Nevada, Estados Unidos |
| 2008 | Iris Kyle                       | Se abolió la categoría de peso pesado.      | Se abolió la categoría de peso ligero. | Centro de convenciones de Las Vegas, Winchester, Nevada, Estados Unidos El hotel y casino de Orleans, Paradise, Nevada, Estados Unidos |
| 2009 | Iris Kyle                       | Se abolió la categoría de peso pesado.      | Se abolió la categoría de peso ligero. | Centro de convenciones de Las Vegas, Winchester, Nevada, Estados Unidos El hotel y casino de Orleans, Paradise, Nevada, Estados Unidos |
| 2010 | Iris Kyle                       | Se abolió la categoría de peso pesado.      | Se abolió la categoría de peso ligero. | Centro de convenciones de Las Vegas, Winchester, Nevada, Estados Unidos El hotel y casino de Orleans, Paradise, Nevada, Estados Unidos |
| 2011 | Iris Kyle                       | Se abolió la categoría de peso pesado.      | Se abolió la categoría de peso ligero. | Centro de convenciones de Las Vegas, Winchester, Nevada, Estados Unidos El hotel y casino de Orleans, Paradise, Nevada, Estados Unidos |
| 2012 | Iris Kyle                       | Se abolió la categoría de peso pesado.      | Se abolió la categoría de peso ligero. | Centro de convenciones de Las Vegas, Winchester, Nevada, Estados Unidos El hotel y casino de Orleans, Paradise, Nevada, Estados Unidos |
| 2013 | Iris Kyle                       | Se abolió la categoría de peso pesado.      | Se abolió la categoría de peso ligero. | Centro de convenciones de Las Vegas, Winchester, Nevada, Estados Unidos El hotel y casino de Orleans, Paradise, Nevada, Estados Unidos |
| 2014 | Iris Kyle                       | Se abolió la categoría de peso pesado.      | Se abolió la categoría de peso ligero. | Centro de convenciones de Las Vegas, Winchester, Nevada, Estados Unidos El hotel y casino de Orleans, Paradise, Nevada, Estados Unidos |
| 2020 | Andrea Shaw                     | Se abolió la categoría de peso pesado.      | Se abolió la categoría de peso ligero. | Centro de convenciones del condado de Orange, Orlando, Florida, Estados Unidos                                                         |
| 2021 | Andrea Shaw                     | Se abolió la categoría de peso pesado.      | Se abolió la categoría de peso ligero. | Centro de convenciones del condado de Orange, Orlando, Florida, Estados Unidos                                                         |
| 2022 | Andrea Shaw                     | Se abolió la categoría de peso pesado.      | Se abolió la categoría de peso ligero. | Paradise, Nevada, Estados Unidos |
| 2023 | Andrea Shaw                     | Se abolió la categoría de peso pesado.      | Se abolió la categoría de peso ligero. | Centro de convenciones del condado de Orange, Orlando, Florida, Estados Unidos                                                         |
| 2024 | Andrea Shaw                     | Se abolió la categoría de peso pesado.      | Se abolió la categoría de peso ligero. | Centro de convenciones de Las Vegas, Winchester, Nevada, Estados Unidos                                                                |